# Google AdSense
AdSense je služba, zprostředkovávající reklamu provozovaná společností Google.
Google AdSense poskytuje majitelům a provozovatelům webových stránek způsob, jak zobrazit relevantní reklamy z reklamního systému Google Ads na jejich stránkách, za což dostávají provize v případě, že návštěvník stránek na reklamu klikne. Reklamy jsou vybírány systémem AdSense tak, aby co nejvíce souvisely s obsahem stránek, na kterých jsou umístěny.
Od prosince 2006 je program Google Adsense dostupný i v České republice.

## Kontroverze
Google AdSense se však může chovat jako cenzura. Například blacklist či automatizované rozpoznávání nevhodného obsahu usměrňuje obsah.